# Xã Sugar Grove, Quận Kane, Illinois
Xã Sugar Grove (tiếng Anh: Sugar Grove Township) là một xã thuộc quận Kane, tiểu bang Illinois, Hoa Kỳ. Năm 2010, dân số của xã này là 19.618 người.